# Adolf (манга)
Adolf (яп. アドルフに告ぐ Адоруфу ни цугу, букв. Сообщите Адольфу) — манга, созданная Осаму Тэдзукой. Одна из последних его работ и попытка обратиться к серьёзной тематике. Английская версия манги была опубликована издательствами Cadence Books (подразделение VIZ Media).
В 1986 году манга побеждает в общей категории Премии манги Коданся.
Действие разворачивается накануне Второй мировой войны вокруг 3-х людей с именем «Адольф». Первый, Адольф Камиль (アドルフ・カミル), — еврей-ашкенази, живёт в Японии, второй — его лучший друг Адольф Кауфманн (アドルフ・カウフマン), имеющий немецко-японские корни, а третий — Адольф Гитлер (アドルフ・ヒトラー), диктатор Германии.

## Сюжет
История начинается в 1936 году, когда японский репортёр Сохэй Тогэ приезжает в Берлин на Берлинскую Олимпиаду. Он уверен, что его младший брат, который учился в Германии, был убит. Позже он узнаёт, что его убийство было связано с  секретным документом, отправленным им в Японию. Этот документ содержал доказательства того, что Адольф Гитлер имеет еврейские корни.
Член нацистской партии, живущий в Японии, Вольфганг Кауфманн, приказал во что бы то ни стало найти документы. Он также убеждает своего сына Адольфа Кауфманна стать активным сторонником Адольфа Гитлера. Тем не менее, Адольф Кауфманн не имеет никакого интереса к нацистской Германии, поскольку это означало бы гибель его хорошего друга, Адольфа Камиля, который является евреем.

## Персонажи
Сохэй Тогэ (яп. 峠 草平) — японский репортёр, который отправился в Германию, чтобы выяснить причину гибели брата. Вскоре он приступает к расследованию того, кто и почему убил его брата, и в результате втягивается в опасную шпионскую сеть, действующую во время Второй мировой войны.
Исао Тогэ (яп. 峠 勲) — японский студент, учащийся в Германии. Когда он узнает шокирующий секрет, то пытается передать информацию Сохэю, но его убивают и закапывают в лесу.
Адольф Кауфманн (яп.  アドルフ カウフマン) — наполовину японец, наполовину немец, живущий в Кобе. Не питает никакого интереса к нацистской партии, но потом против воли вступает в СД, а затем и в гестапо. Ещё в Германии познакомился и влюбился в девушку Эльзу — еврейку. Чтобы спасти её от гетто, тайно отправляет Эльзу в Японию. Одноклассники часто насмехаются над ним из-за полу-азиатского происхождения. Однажды в гостях у Гитлера, подслушав за дверью, узнаёт что у фюрера есть еврейские корни.
Адольф Гитлер  (яп. アドルフ ヒトラー) — часто появляется в манге. Однажды лично встречался  с Адольфом Кауфманном. Он поддерживает хорошие отношения с Японией, Италией и Испанией, но на самом деле считает, что они лишь удобные марионетки в его большом плане создать тысячелетний рейх с великим германским народом. Особенно терпеть не может японцев, считает их людьми второго сорта, и его сильно раздражает японская экспансия на Дальнем Востоке. При упоминании о еврейских корнях впадает в истерику.
Вольфганг Кауфманн  (яп. ヴォルフガング・カウフマン) — отец Адольфа Кауфманна, фанатично предан национал-социализму. Приближённый Гитлера. Работает в генеральном консульстве Германии в Японии. Во время командировки влюбляется в японскую женщину, и та рожает ему сына.
Юкки Кауфманн  (яп. 由季江・カウフマン) — женa Вольфганга и мать Адольфа. Она не знает о том, что её муж состоит в нацистской партии.
Адольф Камиль  (яп. アドルフ・カミル) — молодой человек, еврей, в душе считающий себя японцем. Позже начинает встречаться с Эльзой.
Эльза Герд Хаймер (яп.  エリザ・ゲルトハイマー ) — девушка с еврейско-китайским происхождением, живущая в Германии. 
Исаак Камиль  — отец Адольфа Камиля, который помогал евреям по всему миру и был убит Адольфом Кауфманном в Германии.

## Публикации на английском языке
Adolf — первая манга Тэдзуки, изданная на английском.
Было выпущено 5 томов:
- История 20-го века
- Изгнание из Японии
- Полукровка
- Дни позора
- 1945 и всё, что осталось